# Bavia annamita
Bavia annamita là một loài nhện trong họ Salticidae.
Loài này thuộc chi Bavia. Bavia annamita được Eugène Simon miêu tả năm 1903.